# Rapport
Rapport är ett av Sveriges Televisions nyhetsprogram och ett av Sveriges största. Det sänds varje dag i veckan, med två längre sändningar 18:00, 19:30 och en kortare senare sändning i SVT1, vid vissa tillfällen i SVT2 samt på vardagar även två kortare sändningar 12:00 och 16:00 i SVT2.

## Historia

### Starten
Samma dag som Sveriges televisions andra kanal, TV2, startade (5 december 1969) sändes det första Rapport. Redan från starten sändes studioinslagen – men inte reportagen – i färg från nya studio 11 i TV-huset. Programmet sändes klockan 19:10 fem dagar i veckan under 20 minuter.
Inledningsvis hade Rapport uppdraget att "berätta om viktiga saker på ett begripligt sätt". Den raka nyhetsrapporteringen överläts istället på TV-nytt, som sände 10 minuter klockan 19:00. Programmet kritiserades för sitt nya grepp att inte bara redovisa nyheter utan också kommentera dem. I debatten användes ofta orden "vänstervridet" och "röda kanalen" om programmet.

### 1972–2000
I samband med en omorganisation 1972 fick Rapport ett bredare uppdrag och tog över den populära nyhetstiden 19:30. Efter att i början haft låga tittarsiffror ökade programmet i popularitet och har sedan dess varit Sveriges största nyhetsprogram. Programmets framgång berodde i början till stor del på modernare bildbehandling, personligare tilltal och en mer respektlös hållning till makthavarna. När TV-nytt hade lagts ner, sändes i många år en sen nyhetssammanfattning från Rapportredaktionen som kallades Rapport 2.
Den 22 augusti 1983 flyttades huvudsändningen till 19:00. Förändringen gjordes trots redaktionens protester och var beslutad av SVT:s ledning. Anledningen var att man ville kunna tablålägga fler 90 minuter långa program som inte krockade med nyhetssändningar, men ledde till minskat tittande för Rapport och de regionala nyheterna. Den 10 juni 1985 fick Rapport tillbaka sin gamla sändningstid 19:30.
Under 1993 utvidgades ansvarsområdet betydligt. Från att tidigare bara ha sänt två gånger om dagen blev Rapport huvudsaklig redaktion för korta nyhetssändningar och extrasändningar. Det innebar att man från våren 1993 började sända sex gånger i Gomorron Sverige, samt klockan 16:00 och 17:00. 16-sändningen togs över från Aktuellt.

### Från 2000
År 2000 slogs SVT:s alla nyhetsredaktioner ihop till en enda. Alla nyhetsprogram behöll dock sina namn, studior och programledare.
Den 15 januari 2001 flyttades Rapport över från SVT2 till SVT1, samtidigt flyttades Aktuellt från SVT1 till SVT2. Den 8 september 2001 flyttade Rapport och alla de Stockholmsbaserade nyhetsprogrammen in i en ny gemensam studio.
Efter starten av SVT24 år 1999 började Rapports kortare sändningar under dagtid och sent på kvällen ersättas av nyheter från SVT24. I samband med studiobytet i september 2001 återfick dessa sändningar titeln Rapport. Från februari 2003 blev Rapport istället titel för nyhetssändningarna i SVT24.
Rapport korades till Sveriges bästa nyhetsprogram 2006 vid TV-galan Kristallen.
Den 19 november 2007 gjordes Aktuellt och fokuserades helt på 21-sändningen. En följd av detta blev att Rapport tog över Aktuellts 18-sändning. Man började även sända en korta uppdatering om fem minuter på lördagskvällar klockan 21:00, men denna blev mer kortlivad.
I april 2008 startade Play Rapport, en nyhetskanal på webben. Från början var det tänkt med en huvudprogramledare, Claes Elfsberg, men flera andra SVT-profiler läser också upp inslagen. Kanalen kunde antingen ses "passivt", med inslagen i den ordning redaktionen valt, eller "aktivt", genom att man klickade på det inslag som intresserade mest. Play Rapport innehöll nyheter från hela SVT, med mycket regionalt material. Senare har kanalen integrerats i SVT:s nyhetswebb.
Den 5 mars 2012 flyttade Rapport och Aktuellt till studiogången i TV-huset i Stockholm efter drygt tio år i den gamla studion. Den nya studion är HD-kapabel, vilket innebär att studioinslagen för första gången sänds i HDTV. De bandade inslagen hade dock fortfarande standardupplösning. Denna studioflytt påverkade inledningsvis inte morgonsändningarna, som sändes från den gamla studion ett tag till.
Den 29 februari 2016 bytte de korta nyhetssändningarna namn till SVT Nyheter. Därefter sändes Rapport enbart klockan 18:00 och 19:30. Namnbytet var en del i en strategi för att göra "SVT Nyheter" till huvudvarumärke för hela SVT:s nyhetsutbud. Företaget ångrade denna strategi året därpå och gjorde om "SVT Nyheter" till varumärke enbart för det digitala nyhetsutbudet. I samband med starten av Morgonstudion den 28 augusti 2017 återinfördes därför titeln Rapport för kortare nyhetssändningar. De reguljära nyhetssändningarna på natten lades ner julafton 2017.

## Utseende och grafik
Rapport har bytt utförande flera gånger. Under hela 1990-talet användes samma musik och ungefär samma grafik, scenografi och vinjetter, men lördagen den 8 september 2001 byttes dessa ut.
Måndagen den 7 september 2009 var det dags igen då Rapport, de regionala nyheterna, Sportnytt, Nyhetstecken och Uutiset fick ny likadan scenografi och grafik. Även vinjetter och musik förnyades vid samma tillfälle.
När nyhetsprogrammen bytte studio i mars 2012 innebar det inte ett nytt utseende för Rapport som behöll sin gamla vinjett och fick en studiodekor som var nästan identisk med den som de haft i den gamla studion.
I december 2019 fick Rapport en ny studio där även Aktuellt, Sportnytt, Kulturnyheterna och Sportspegeln huserar.

## Sändningar
Sveriges Television Rapport sänds på följande tider:
- Vardagar :
- 12:00 i SVT2 förutom på sommaren.
- 16:00 I SVT2

- 18:00 i SVT1
- 19:30 i SVT1
- 22:10-23.30 i SVT1 (måndagar-torsdagar)
- Helger :
- 16:00 i SVT2
- 18:00 i SVT1
- 19:30 I SVT1
- Sen sändning med olika tider i SVT1

Från 2008 fram till och med våren 2012 sändes Rapport även dygnet runt på playrapport.se. Tjänsten har sedan ersatts av en liknande utformning som nu istället är en integrerad del av SVT:s nyhetswebb. 

### Rapport:s chefer 1968–2011
- Oloph Hansson (1968–1975)
- Bengt Öste (1975–1978)
- Ingvar Bengtsson (1978–1982)
- Ingemar Odlander (1982–1988)
- Ewonne Winblad (1988–1992)
- Jan Axelsson (1992–2000)
- Eva Landahl (2000–2002)
- Per Yng (2002–2007)
- Morgan Olofsson (2007–2011)

### Riksnyheternas chefer 2011–
Från 2011 har ansvaret för SVT:s nyhetsprogram samordnats så att samma person är chef för Rapport och webbnyheter samt från 2013 Aktuellt.
- Ulf Johansson (2011–2017)
- Charlotta Friborg (2017–2024[14])
- Karin Ekman (2024–[15])

## Programledare
Programledare eller reportrar som regelbundet förekommer eller förekommit i Rapport:

- Anita Hallberg Egervall
- Anna Flemming
- Anna Hedenmo
- Anna Olsdotter Arnmar
- Bengt Öste
- Berndt Ahlqvist
- Björn Elmbrant
- Bo G Eriksson
- Bo Holmqvist
- Bodil Appelquist
- Catrin Jacobs
- Cecilia Gralde
- Christina Jutterström
- Christer Petersson
- Claes Elfsberg
- Eva Hamilton
- Eva Marling
- Ewonne Winblad
- Filip Struwe
- Fredrik Skillemar
- Göran Åhgren
- Hannes Nelander
- Helena Berg
- Ingemar Odlander
- Jan Sandquist
- Jane Brick
- Jesper Henricson
- Johan Schlienger
- Katarina Sandström
- Knut Ståhlberg
- Lena Lundkvist
- Lina Lindahl
- Linda Nilarve
- Lisbeth Åkerman
- Lotta Bouvin Sundberg
- Malin Lundgren
- Mildred Eriksson
- Magnus Faxén
- Magnus Nildén
- Morgan Olofsson
- Nike Nylander
- Olivia Elander
- Olle Stenholm
- Pelle Edin
- Peter Dahlgren
- Pia Conde
- Rikard Palm
- Sofia Lindahl
- Ulf Gudmundsson
- Ulf Wallgren
- Ulla-Carin Lindquist
- Yvonne Åstrand
- Åke Wilhelmsson